# エミリー・レムラー
エミリー・レムラー（Emily Remler、1957年9月18日 - 1990年5月4日）は、1970年代後半から1990年に亡くなるまで活動したアメリカのジャズ・ギタリスト。

## 生い立ちと影響
ニュージャージー州イングルウッドクリフスで生まれたレムラーは、10歳でギターを始めた。当時、彼女はジミ・ヘンドリックスやジョニー・ウィンターのようなポップスやロックのギタリストを聴いていた。1970年代にバークリー音楽大学で、ジャズ・ギタリストであるチャーリー・クリスチャン、ウェス・モンゴメリー、ハーブ・エリス、パット・マルティーノ、ジョー・パスの演奏を聴くようになった。

## キャリア
レムラーはニューオーリンズに定住し、ブルースやジャズのクラブで演奏するようになり、1981年にレコーディング・キャリアを始める前にフォー・プレイやリトル・クイニー・アンド・ザ・パーコレーターズなどのバンドと活動した。ジャズ・ギタリストのハーブ・エリスは、1978年のコンコード・ジャズ・フェスティバルで彼女を紹介する際に、「ギターの新たなスーパースター」として称賛した。
1982年の『ピープル』誌のインタビューで彼女は、「私はニュージャージー出身の品行方正なユダヤ人の女の子という風に見えるかもしれませんが、中身はウェス・モンゴメリーのような大きな親指を持つ50歳のがっしりした黒人男性です」と語った。
バンドリーダーとして最初のアルバム『ファイアフライ』は好評を博し、『テイク・トゥー』や『Catwalk』も同様に受け入れられた。また、ギタリストのラリー・コリエルと一緒にレコーディングを行っている。1981年から1982年までミュージカル・レヴュー『Sophisticated Ladies』のロサンゼルス版に参加し、数年間にわたってアストラッド・ジルベルトとともにツアーを行った。彼女は2本のギター教則ビデオも作成した。
1985年、彼女は『ダウン・ビート』誌の国際投票でギタリスト・オブ・ザ・イヤーを受賞し、その年のカーネギー・ホールでのギター・フェスティバルに出演している。1988年に彼女はデュケイン大学でアーティスト・イン・レジデントを務め、翌年にはバークリーから優秀卒業生賞を受賞した。『トランジションズ』と『Catwalk』でドラマーを務めたボブ・モーゼスは、「エミリーには、独特なゆるくてリラックスした雰囲気があった。そして、より激しく、よりシンプルにスウィングした。最初の5秒を聴けば彼女が名手であるとわかり、知名度など必要はなかった」と語った。
レムラーは1981年にジャマイカのジャズ・ピアニスト、モンティ・アレキサンダーと結婚したが、結婚生活は1984年に終わりを告げた。その最初の離婚後、彼女はコリエルと短い間の関係を築いた。
彼女の最初のギターは兄のギブソン・ES-330であった。1980年代の終わり頃には、Borys B120ホローボディ・エレクトリックを演奏していた。彼女のアコースティック・ギターには、1984年のコレクターズ・シリーズ・オベーションと、ボサノヴァで使用したナイロン弦のコロクスシ・クラシック・ギターが含まれていた。
どのように記憶されたいと思うかと尋ねられたとき、彼女は「優れた作曲、記憶に残るギター演奏、そして音楽における女性としての私の貢献……しかし、音楽がすべてであり、それは政治や女性解放運動とは何の関係もありません」と述べた。

## その死
レムラーには長年のオピオイド使用障害の傷があり、それが彼女の死の一因となったと考えられている。1990年5月、彼女はオーストラリアをツアー中にミュージシャン、エド・ガストンのコーネルズ・ポイントの家にて、心不全のため32歳で亡くなった。
レムラーはニューヨーク州ニュー・モンテフィオーレ墓地の第4ブロック、第2列、第18番墓石（フィールド・オブ・エフロンのセクション2）に埋葬されている。

## トリビュート
アルバム『Just Friends: A Gathering in Tribute to Emily Remler, Volume 1』(Justice Records JR#0502-2) が1990年にリリースされ、同『Vol. 2』(JR#0503-2) が1991年にリリースされた。これら2枚のアルバムの参加者には、ギタリストのハーブ・エリス、レニ・スターン、マーティ・アシュビー、スティーヴ・マサコウスキー、ベーシストのエディ・ゴメス、リンカーン・ゴーインズ、スティーヴ・ベイリー、ドラマーのマーヴィン・スミス、ピアニストのビル・オコネルとデイヴィッド・ベノワ、サックス奏者のネルソン・ランジェルなどが含まれていた。
デイヴィッド・ベノワは、レムラーへのトリビュートとして、アルバム『インナー・モーション』（1990年、GRP）に収録されている曲「6-String Poet」を書いた。
レスリー・ゴースによる1995年の著書『Madame Jazz: Contemporary Women Instrumentalists』には、生前に行われたインタビューに基づいたレムラーに関する死後の章が収録されている。
2002年、西海岸のギタリスト、スキップ・ヘラーは、自身のカルテットとともに「Emily Remler」と呼ばれる曲を想い出に寄せて録音し、レコード『Homegoing』（Innova Recordings）の5曲目としてリリースされた。
ジャズ・ギタリスト、シェリル・ベイリーの2010年のアルバム『A New Promise』は、エミリー・レムラーへのトリビュートであった。18歳のベイリーは、1984年のピッツバーグ大学ジャズ・フェスティバルで初めてレムラーの演奏を観た。彼女はインスピレーションを受けて、自分でもギターを勉強するようになった。ベイリーは「彼女は私のために道を切り開いてくれた。……演奏するとき、私の中にエミリーの人となりを聞きたかった。この追悼の意を表し、彼女に敬意を表し、感謝の気持ちを伝えることは私にとってとても意味のあることだった」と語った。このアルバムでは、ベイリーはピッツバーグのスリー・リバーズ・ジャズ・オーケストラおよびプロデューサーのマーティ・アシュビーと、レムラー作曲の3曲（「East to Wes」「Mocha Spice」「Carenia」）を含む8曲でコラボレーションを行った。

## ディスコグラフィ

### リーダー・アルバム
- 『ファイアフライ』 - Firefly (1981年、Concord)
- 『テイク・トゥー』 - Take Two (1982年、Concord)
- 『トランジションズ』 - Transitions (1983年、Concord)
- Catwalk (1985年、Concord)
- 『トゥゲザー』 - Together (1985年、Concord) ※with ラリー・コリエル
- 『イースト・トゥ・ウェス』 - East to Wes (1988年、Concord)
- This Is Me (1990年、Justice)

### コンピレーション・アルバム
- 『スタンダーズ』 - Retrospective Volume One: "Standards" (1991年、Concord Jazz)
- 『コンポジションズ』 - Retrospective Volume Two: "Compositions" (1991年、Concord Jazz)

### 参加アルバム
- クレイトン・ブラザーズ : It's All In The Family (1981年、Concord)
- レイ・ブラウン : 『ソウラー・エネルギー』 - Soular Energy (1985年、Concord)
- ジョン・コリアンニ : 『ジョン・コリアンニ』 - John Colianni (1986年、Concord)
- ローズマリー・クルーニー : Rosemary Clooney Sings the Music of Jimmy Van Heusen (1986年、Concord)
- デイヴィッド・ベノワ : 『ビル・エヴァンスに捧ぐ』 - Waiting for Spring (1989年、GRP)
- スザンナ・マッコークル : No More Blues (1989年、Concord)
- スザンナ・マッコークル : Sabia (1990年、Concord)
- リッチー・コール : 『ボサ・インターナショナル』 - Bossa International (1990年、Milestone)

### 映像作品
- Bebop and Swing Guitar (1990年) ※VHS。2008年にDVDで再発
- Advanced Jazz and Latin Improvisation (1990年) ※VHS。2008年にDVDで再発